# Лорие, Фёдор Антонович
Теодо́р Ио́сиф Карл Лорие́ (6 марта 1858, Москва — 20 февраля 1920, там же) — русский ювелир, глава московской ювелирной фирмы «Лорие», основанной в 1871 году.

## Биография
Родился в семье ювелира Антона-Ахилла Лорие, выходца из Франкфурта-на-Майне. Торговые книги Франкфурта-на-Майне начала XIX века указывают, что отец Антона — Самуил Лорие принадлежал к еврейской общине и был довольно крупным торговцем в своем регионе. Антон Лорие в российских источниках впервые упоминается в ревизской сказке за 19 апреля 1851 года по Панкратьевской слободе Москвы как «3-й гильдии купец Антон-Ажиль Ларье, холост, 31 [год], с 1851 из иностранных подданных (лютеранин)».
После смерти отца в 1888 году возглавил семейную фирму и начал часто выезжать заграницу, возможно для закупки изделий. В архиве сохранились его прошения о выезде в следующие года: 1888, 1890—1891, 1894, 1898, 1900—1906, 1908—1909.
10 июня 1888 венчался по лютеранскому обряду с Ольгой-Наталией (Ольгой Ивановной) Бернер, дочерью потомственного почетного гражданина и купца Иоганна
Теодора Бернера. В браке родились трое детей: Иоганн (Иван), Анна, Мария.
Фирма торговала в разных местах и последним адресом на 1891 год был дом Розанова. При Фёдоре у фирмы появляется помещение в Доходном доме Московского купеческого общества, по адресу Кузнецкий мост, 4. В том же доме располагался магазин фирмы «Фаберже».
В 1912 году Фёдор Антонович фактически отходит от дел, после того как в начале 1912 года сотрудники московского отделения «Фаберже» Джулио Гверриери и Алексей Лемкуль стали учредителями Торгового дома Ф. А. Лорие. В Государственном историческом музее хранится подарочный бювар с адресом Фёдору Лорие от благодарных сотрудников по случаю смены владельца предприятия.
Неизвестно, какие планы были у Фёдора Лорие после продажи фирмы и играл ли он какую-либо роль в управлении ею с 1912 по 1917 год. Одно из последних свидетельств о дореволюционном периоде его жизни — прошение о предоставлении звания почетного потомственного гражданина. Бумаги от 2 сентября 1914 года, поданные в Министерство юстиции из Министерства торговли и промышленности, говорят о том, что в 1914 году Фёдор Лорие еще состоял в московском купечестве второй гильдии, на момент обращения его деловая деятельность длилась 25 лет, то есть с 1888/1889 года. Был ли ответ на прошение, неизвестно, возможно из-за начала Первой мировой войны ходатайство осталось не рассмотренным.
Умер 20 февраля 1920 в подъезде собственного дома (Большой Знаменский переулок, д. 13) от сердечного приступа, возвращаясь от врача. Похоронен на Новодевичьем кладбище.

## Семья
- Сын — Иван Фёдорович Лорие (1889—1972), советский гастроэнторолог, доктор медицинских наук, профессор.
- Дочь — Анна Фёдоровна Криличевская (1893—1922).
- Дочь — Мария Фёдоровна Лорие (1904—1992), советская переводчица с английского языка.
- Внук — Юрий Иванович Лорие (1921—1976), советский гематолог, доктор медицинских наук, профессор.